# Луций Юлий
Луций Юлий (лат. Lucius Iulius; III век до н. э.) — римский патриций из рода Юлиев. Дед Секста Юлия Цезаря, консула 157 года до н. э. и предполагаемый отец Секста Юлия Цезаря, претора 208 года до н. э.

## Биография
О жизни Луция Юлия не известно ничего. Упоминается в Капитолийских фастах как дед Секста Юлия Цезаря, консула 157 года до н. э. Из того же источника известно, что отец вышеупомянутого консула носил преномен Секст. Предположительно Секст-старший — это претор 208 года до н. э.
Немецкий историк Вильгельм Друман ошибочно называл Луция Юлия не отцом, а сыном претора 208 года до н. э., т.к. считал военного трибуна 181 года до н. э. и консула 157 года до н. э. разными людьми.
Некоторые исследователи (в частности Мириам Гриффин и Ричард Биллоуз) выдвигают версию о том, что Луций Юлий мог быть сыном Луция Юлия Либона, консула 267 года до н. э. Попытки связать Цезарей с Либоном предпринимались и раньше: в 1816 году английский генеалог Уильям Берри опубликовал работу под названием Genealogia Antiqua, в которой утверждал, что Цезари ведут своё происхождение от Луция Юлия Либона через его сына — некоего Нумерия Юлия Цезаря, существование которого, по-видимому, было выдумано с целью заполнить пробелы в генеалогии Юлиев.